# Stillleben mit Rebhuhn und Eisenhandschuhen
Stillleben mit Rebhuhn und Eisenhandschuhen ist ein 1504 geschaffenes Ölgemälde Jacopo de’ Barbaris. Das 52 × 42,5 cm messende Trompe-l’œil ist das erste bekannte eigenständige Stillleben seit der Antike. Das Gemälde befindet sich unter dem Titel Totes Rebhuhn mit Eisenhandschuhen und Armbrustbolzen in der Sammlung der Alten Pinakothek in München.

## Motiv
Zu sehen sind ein erlegtes Rebhuhn, Eisenhandschuhe und ein Armbrustbolzen, auch die Schlagschatten sind naturgetreu wiedergegeben. Rechts unten „klebt“ ein Cartellino mit Signatur, Datierung und Barbaris Zeichen, dem Merkurstab. Der Bildträger ist zwar eine Holztafel, der Hintergrund ist aber ebenfalls gemalt. Da der Künstler auch Fehlstellen im Holz wiedergibt, erscheint dies glaubhaft. Die Signatur zeigt, dass Barbari dieses Tafelbild selbst als eigenständiges Kunstwerk ansah, was bis dahin unüblich war. Ein religiöser Bezug fehlt und es ist ungewiss, ob die dargestellten Objekte – etwa das Rebhuhn (lat. perdix) – eine eigene Bedeutung haben. Möglich, aber nicht zwingend, ist eine Anspielung auf Perdix, dem Neffen und Schüler des Dädalus. Dieser war unter anderem Erfinder der Säge und des Zirkels. Nach dem Mordanschlag seines Lehrmeisters wurde er (nach den Metamorphosen des Ovid) von Athene in ein Rebhuhn verwandelt.
Wahrscheinlich war es als Inventar eines Jagdzimmers gedacht, etwa als originelle Schrankverkleidung. Augentäuschende Malereien waren damals eine ungewohnte Neuheit.

## Geschichte

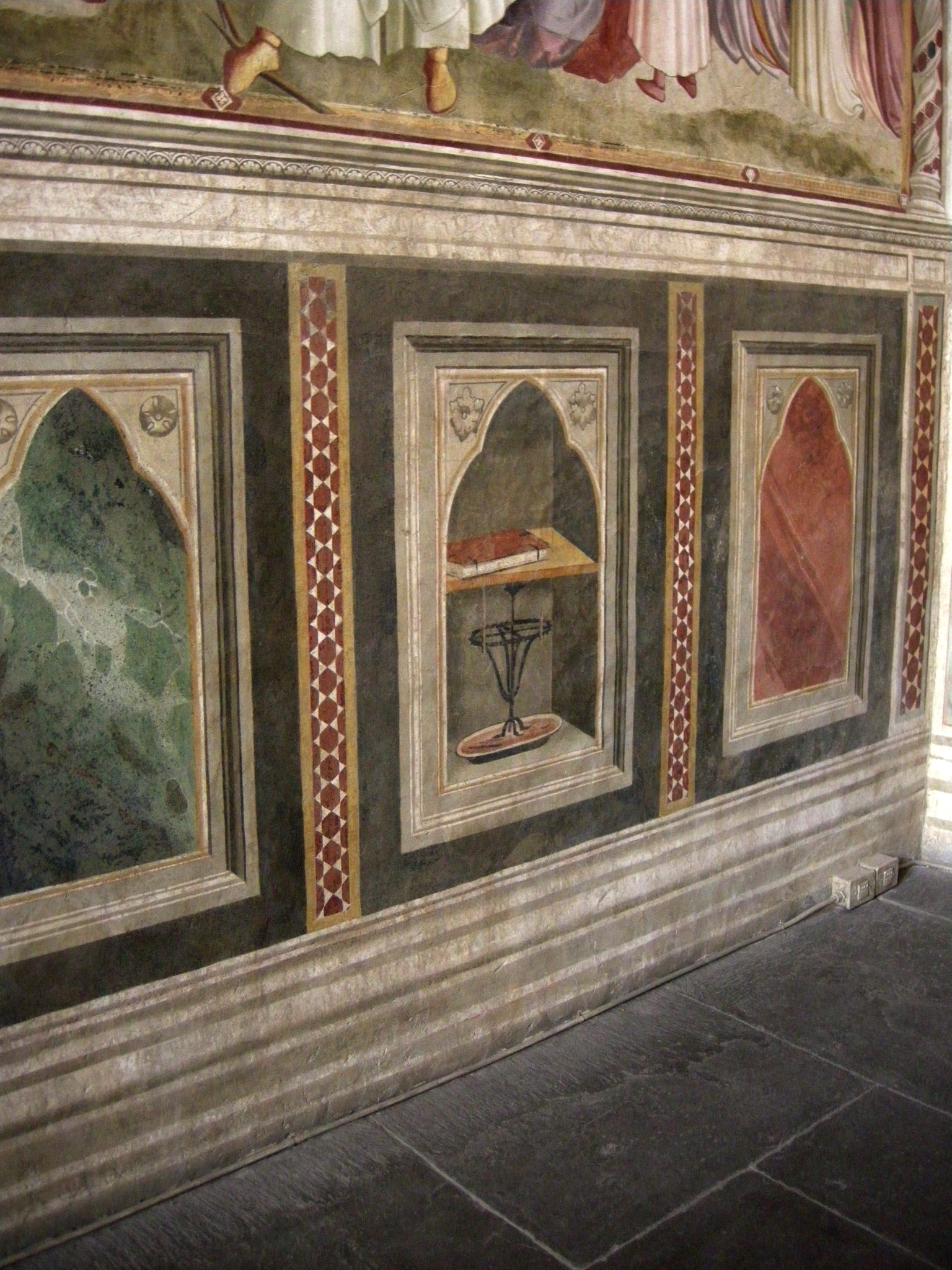
Gemalte Nischen in der Baroncelli-Kapelle

Trompe-l’œil Stillleben gab es schon in der griechischen Antike. Am bekanntesten ist die Anekdote vom Wettstreit zwischen Zeuxis und Parrhasios. Demnach täuschte Zeuxis Vögel mit gemalten Weintrauben, aber Parrhasios Zeuxis mit einem gemalten Vorhang. In der mittelalterlichen Kunst kamen Stillleben zuerst nicht vor, da die sichtbare Welt als trügerischer Schleier vor der „wirklichen“ göttlichen Welt galt. So erscheinen Alltagsgegenstände nur als Attribute Heiliger. Erst im 14. Jahrhundert änderte sich diese Haltung und die ersten mittelalterlichen Beispiele sind die aus dem Jahr 1337 stammenden Fresken in der Baroncelli-Kapelle in Florenz von Taddeo Gaddi. Die dortigen gemalten Nischen sind perspektivisch allerdings noch etwas unbeholfen und nur Elemente eines größeren Ganzen. Barbari war der Erste der ein Stillleben zum alleinigen Motiv erhob und so ein neues Genre begründete.

## Rezeption
Das kleinformatige Tafelbild gilt heute als wichtigstes und einflussreichstes Werk Barbaris. Zu Lebzeiten war der Künstler umstritten. Albrecht Dürer, der von Barbari stark beeinflusst war, schreibt in einem Brief aus Venedig: Anthoni Kolb schwer (schwört) ein Eid, es lebte kein bessrer Moler auf Erden denn Jacob. Die anderen spotten sein, sprechen: wär er gut so belieb er hie (in Venedig).